# 大ノ濱勝治
大ノ濵 勝治（おおのはま かつじ、1909年9月20日 - 1979年1月1日）は、現在の千葉県銚子市出身で立浪部屋に所属した大相撲力士。本名は若山 勝治。167cm、107kg。最高位は東前頭4枚目。

## 経歴
1927年1月初土俵、1932年1月十両昇進、1932年2月新入幕（春秋園事件の余波）したが、1933年5月に廃業した。もろ差しからの速攻を磨き、幕下時代には6戦全勝の優勝同点も記録した。春秋園事件の影響で幕内に上がったが、地力が伴わず4場所とも勝ち越せなかった。廃業後は千葉県内で鮮魚店を営み、巡業の勧進元を務めた。

## 成績
- 幕内在位：4場所
- 幕内成績：13勝27敗
- 通算在位：26場所
- 通算成績：21勝41敗[3]
- 各段優勝：序二段優勝1回

### 場所別成績
| 1927年 （昭和2年） | （前相撲）       | （前相撲）              | 東序ノ口17枚目 – | 西序ノ口5枚目 –  |
| 1928年 （昭和3年） | 西序ノ口9枚目 –  | 東序二段21枚目 –        | 西序二段29枚目 – | 西序二段29枚目 – |
| 1929年 （昭和4年） | 東序二段28枚目 – | 東序二段28枚目 優勝 6–0 | 西三段目17枚目 – | 西三段目17枚目 – |
| 1930年 （昭和5年） | 東三段目26枚目 – | 東三段目26枚目 –        | 東三段目7枚目 –  | 東三段目7枚目 –  |
| 1931年 （昭和6年） | 東幕下28枚目 –   | 東幕下28枚目 –          | 東幕下22枚目 –   | 東幕下22枚目 –   |
| 1932年 （昭和7年） | 東前頭4枚目 1–7  | 東前頭4枚目 5–5         | 西前頭5枚目 3–8  | 西前頭5枚目 4–7  |
| 1933年 （昭和8年） | 西十両3枚目 4–7  | 東十両9枚目 引退 4–7–0  | x                | x                |
| 各欄の数字は、「勝ち-負け-休場」を示す。 優勝 引退 休場 十両 幕下 三賞：敢=敢闘賞、殊=殊勲賞、技=技能賞 その他：★=金星 番付階級：幕内 - 十両 - 幕下 - 三段目 - 序二段 - 序ノ口 幕内序列：横綱 - 大関 - 関脇 - 小結 - 前頭（「#数字」は各位内の序列） |                  |                         |                  |                  |

- 幕下以下の地位は小島貞二コレクションの番付実物画像による。

## 改名
改名歴なし